# Slite–Roma Järnvägsaktiebolag
Die Slite–Roma Järnvägsaktiebolag war eine schwedische Aktiebolag.

## Geschichte
Die Slite–Roma Järnvägsaktiebolag (SlRJ) wurde am 20. März 1897 gegründet, um die Bahnstrecke Slite–Roma zwischen den Orten Slite und Roma auf der Insel Gotland zu errichten.
Bereits 1896 wurde eine Umfrage für die Errichtung einer Eisenbahnlinie zwischen Slite und Roma durchgeführt. Mitinitiator dieser Umfrage war der Direktor der Zuckerfabrik in Roma, weil die neue Strecke ausreichend Güterverkehr zur Zuckerfabrik versprach. Zudem war in Slite ein gut frequentierter Hafen vorhanden. So wurde am Tag der Gründung die Konzession für die 33 Kilometer lange Strecke erteilt. Dabei wurden Aktien für 340.000 Kronen gezeichnet und eine Staatsanleihe über den gleichen Betrag gewährt.
Unter der Leitung von Ingenieur E. Anderson wurde die Strecke ab 1900 gebaut und am 15. Mai 1902 eröffnet. Neben dem 33 Kilometer langen Streckengleis wurden 5,67 Kilometer Anschlussgleise erbaut. Die Schienen auf der Strecke waren aus Stahl und wogen 15,2 Kilogramm pro Meter.
1918 stand die Gesellschaft nahe an der Liquidation, nur durch Tariferhöhungen und Neuverhandlung der bestehenden Verträge, unter anderem mit der Post, konnte sie weiter betrieben werden. Doch die Krise war damit nicht vorbei. Mitte der 1920er-Jahre drohte wie bei der Sydvästra Gotlands Järnvägsaktiebolag erneut der Bankrott. Die Verhandlungen mit der Klintehamn-Roma Järnvägsaktiebolag hinsichtlich einer Übernahme brachten kein Ergebnis, SlRJ lehnte das Angebot ab.
Stattdessen vereinbarte die Slite–Roma Järnvägsaktiebolag mit der Klintehamn-Roma Järnvägsaktiebolag, die die Bahnstrecke Klintehamn–Roma betrieb, ab dem 1. Januar 1927 unter dem Namen Trafikförvaltningen Slite–Klintehamn eine gemeinsame Betriebsstrategie. Diese Vereinbarung bestand bis 1940 und wurde danach aufgelöst.
1919 schlug die SlRJ vor, die Bahnstrecke nach Norden bis Lärbro zu verlängern. Hintergrund des Vorschlages war, dass die Zuckerrüben dadurch nicht über die Strecke Bahnstrecke Lärbro–Burgsvik und über Visby transportiert werden müssten. Die Konzession für die Strecke Slite–Lärbro wurde erteilt, auf Grund der schlechten wirtschaftlichen Lage jedoch nie in Anspruch genommen. Stattdessen richtete die Gesellschaft ab 1932 eigene Buslinien ein. Die SlRJ betrieb schließlich acht Linien.

## Verstaatlichung
Am 1. Juli 1947 wurde die Slite–Roma Järnvägsaktiebolag unter gleichem Namen auf Grundlage der Allgemeinen Eisenbahnverstaatlichung in Schweden in eine staatliche Gesellschaft umgewandelt. Der Name wurde bis zum 1. Juli 1948 beibehalten. Dann wurde die Eisenbahngesellschaft in die Schwedische Staatsbahn (SJ) integriert.